# Памятник советским воинам, погибшим при освобождении Австрии от фашизма
Памятник советским воинам, погибшим при освобождении Австрии от фашизма в Вене, более известный как Памятник героям Советской армии, находится на площади Шварценбергплац. Был открыт 19 августа 1945 года.
Инициатор и организатор установки памятника — генерал-майор Красной армии Шепилов, Дмитрий Трофимович. Авторы памятника — скульптор, студент  Художественного института имени В. Сурикова, командир стрелково-пулеметного взвода Красной армии  младший лейтенант М. А. Интезарьян; архитектор, майор С. Г. Яковлев (указано на мемориальной табличке перед памятником). Руководил возведением монумента инженер-майор Шейнфельд.
В феврале 1945 года войска 2-го и 3-го Украинских фронтов получили приказ Ставки ВГК готовить наступление на Вену, как для военно-стратегических целей и для использования в качестве послевоенного торга с союзниками. Венская наступательная операция началась 16 марта 1945 года и 14 апреля после напряжённых уличных боёв, город был взят.

## Описание
Памятник советским воинам, погибшим при освобождении Австрии от фашизма в Вене был создан в память о 17 000 советских солдат, павших в битве за Вену в годы Второй мировой войны.

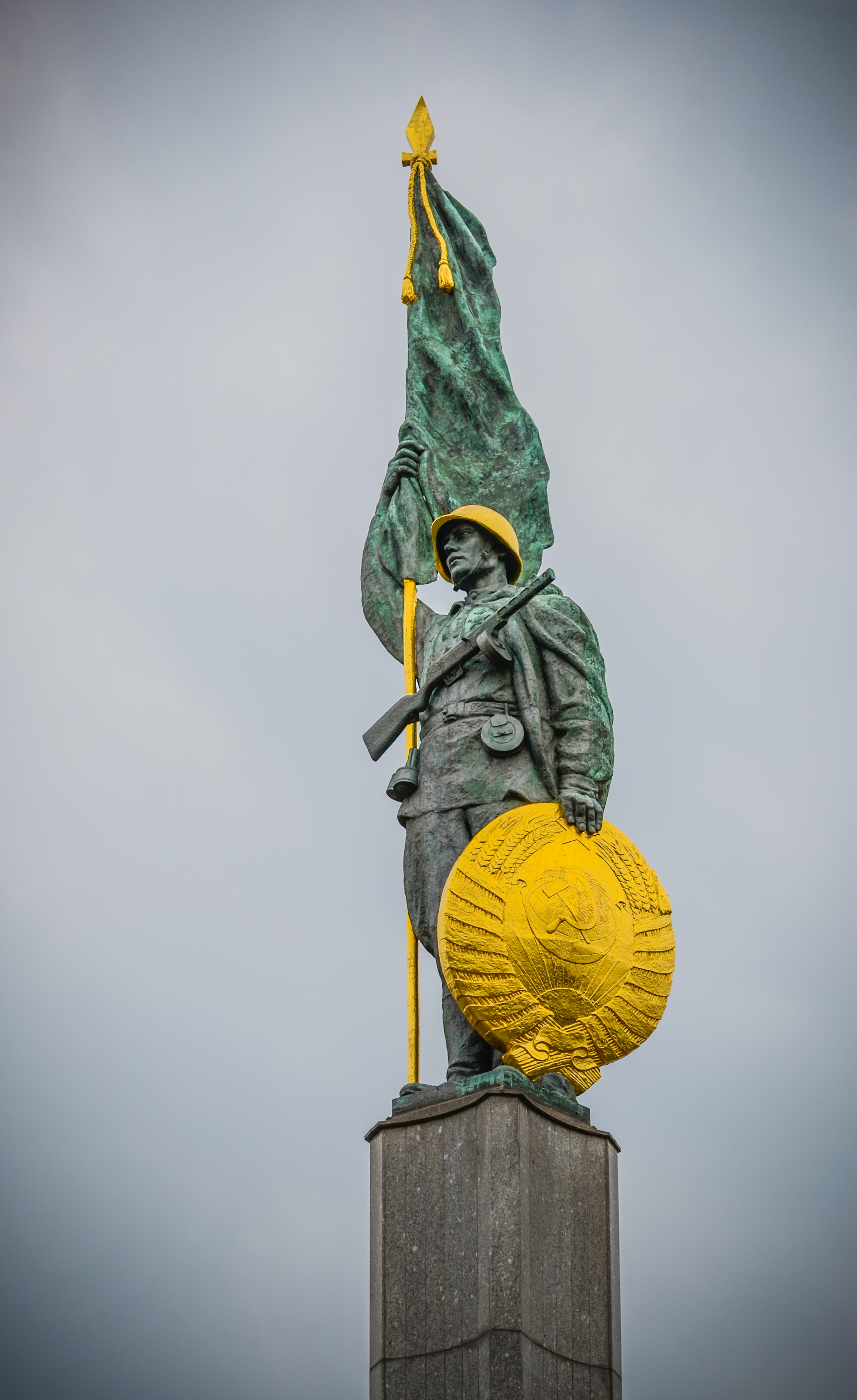
На гербе мемориала 17 лент, хотя настоящий государственный герб Советского Союза имел максимум 16 лент, столько же, сколько было в большинстве советских республик. Фактически, на гербе мемориала должно быть только 11 лент, как на советском военном мемориале в Берлинском Тиргартене и на настоящем советском гербе в период с 1936 по 1946 год, то есть также во время Второй мировой войны.

Мемориал включает 12-метровый постамент со статуей воина-красноармейца в шлеме золотого цвета и с ППШ-41 на груди. В правой руке красноармеец держит государственный флаг СССР, древко и наконечник которого имеют золотой цвет, а в левой руке — объёмный государственный герб СССР, также золотого цвета.

ПРИМЕЧАНИЕ: На гербе мемориала 17 лент, хотя настоящий государственный герб Советского Союза имел максимум 16 лент, столько же, сколько было в большинстве советских республик (в 1940–1956 гг.). Фактически, на гербе мемориала должно быть только 11 лент, как на советском военном мемориале в Берлинском Тиргартене и на настоящем советском гербе в период с 1936 по 1946 год, то есть также во время Второй мировой войны.
Архитектурную композицию мемориала завершает полукруглая колоннада, частично окружающая постамент со статуей красноармейца. На горизонтальном перекрытии колоннады расположена текстовая надпись, выполненная рельефным шрифтом на русском языке прописными буквами: 
«ВЕЧНАЯ СЛАВА ГЕРОЯМ КРАСНОЙ АРМИИ, ПАВШИМ В БОЯХ С НЕМЕЦКО-ФАШИСТСКИМИ ЗАХВАТЧИКАМИ ЗА СВОБОДУ И НЕЗАВИСИМОСТЬ НАРОДОВ ЕВРОПЫ»
. 

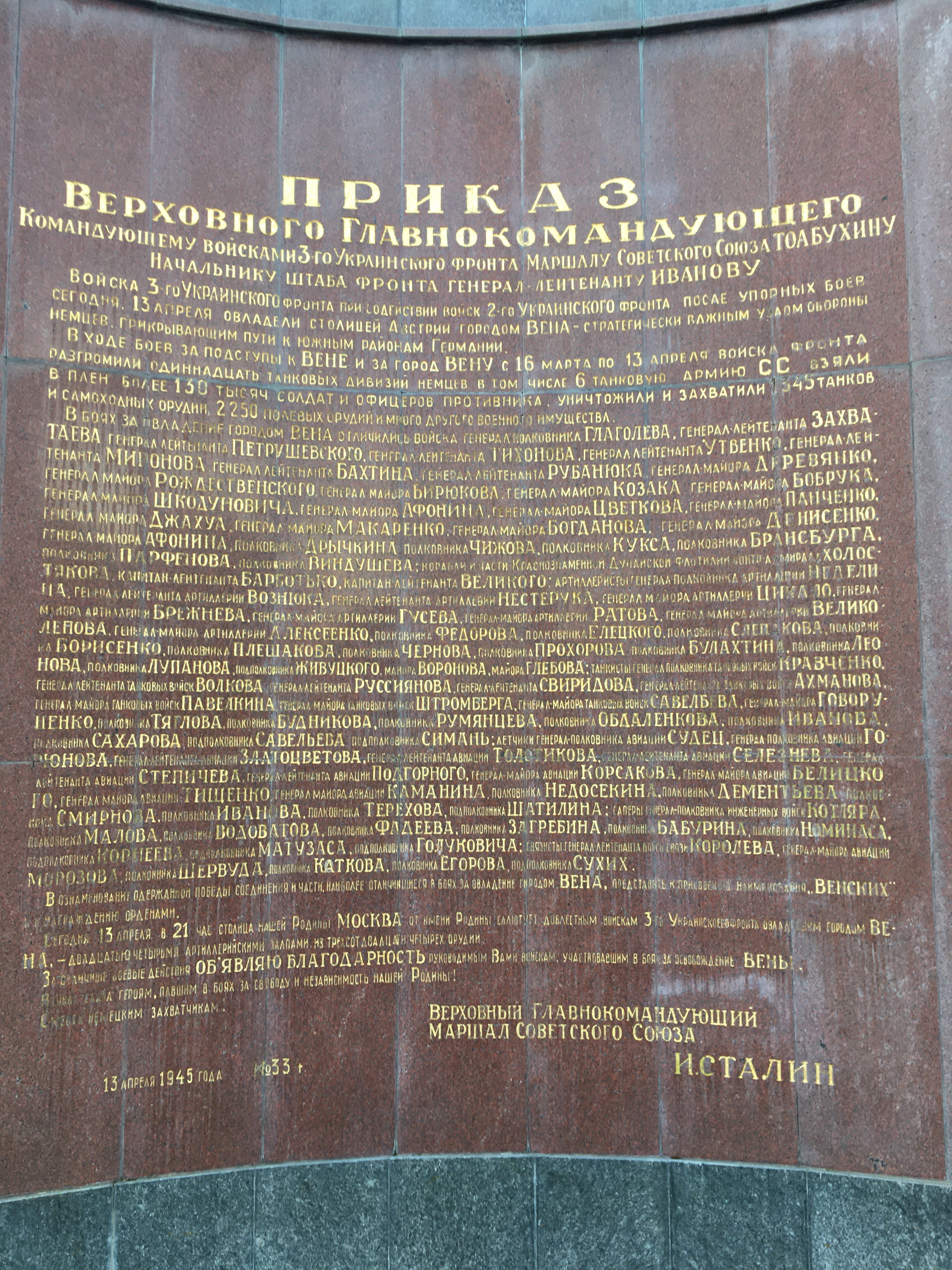
Приказ верховного главнокомандующего командующему войсками 3-го Украинского фронта

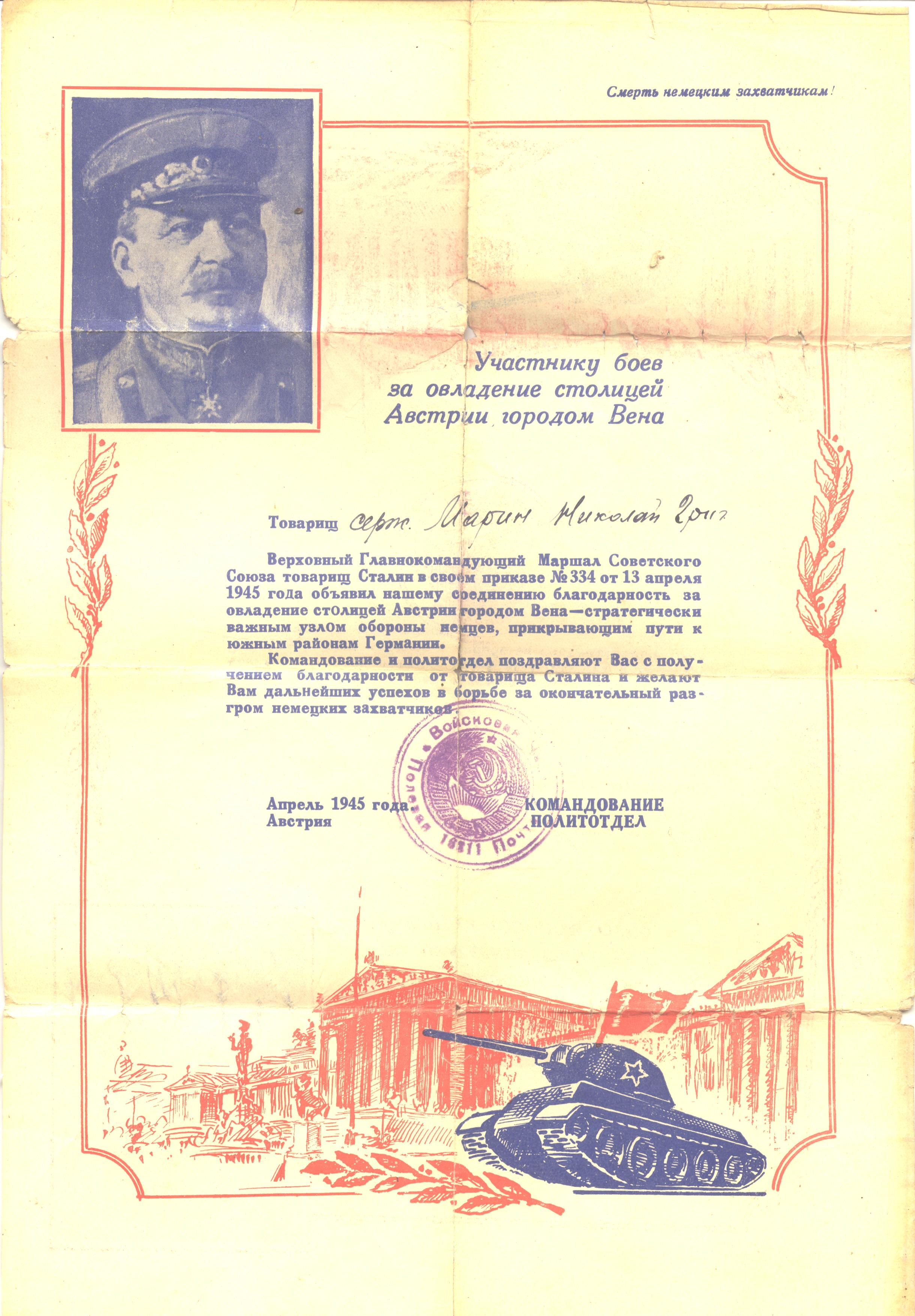
Благодарность Сталина одному из участников операции

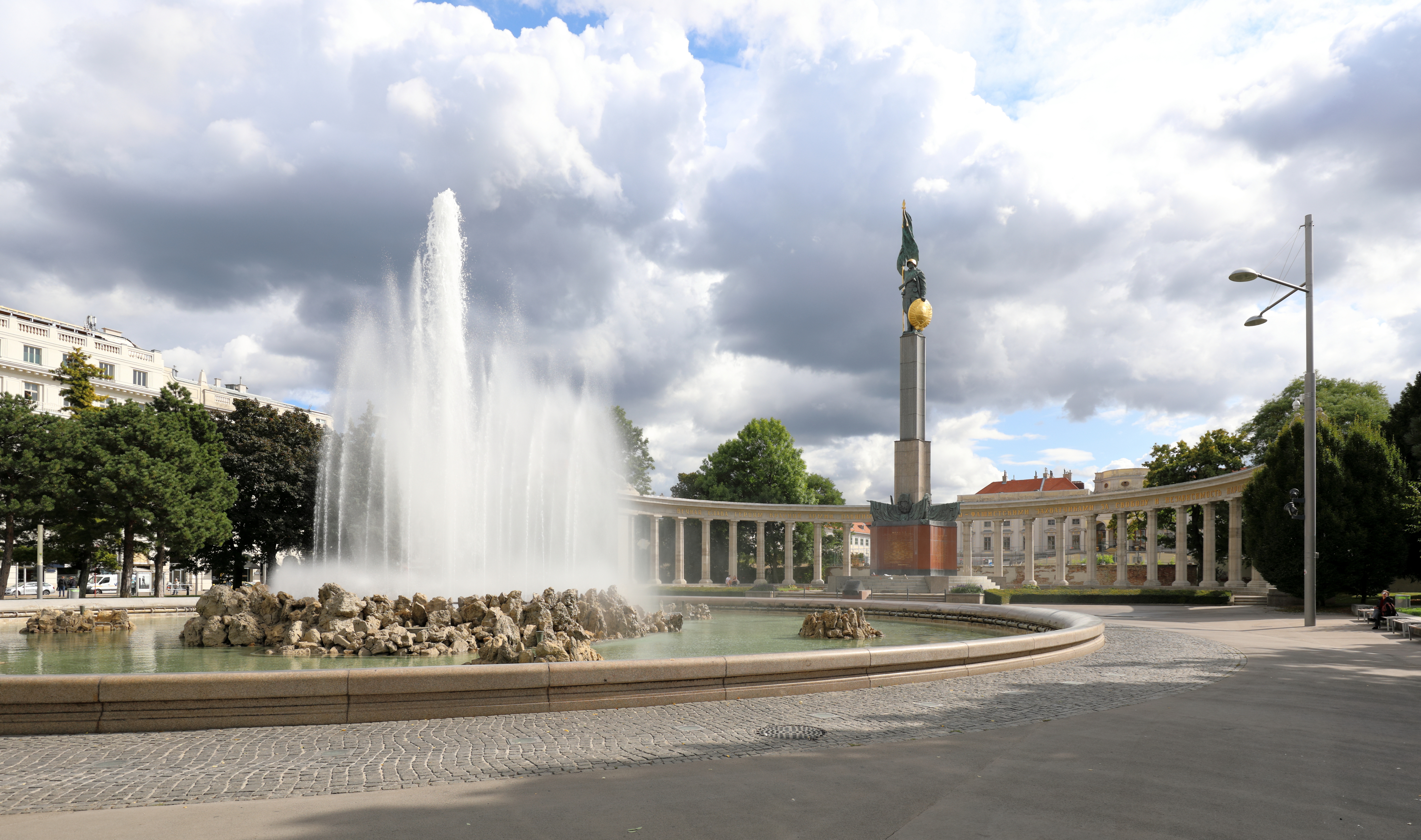
Фонтан и памятник на Шварценбергплац

Пьедестал памятника имеет форму пятигранника. На его фронтальной стороне, обращённой к площади Шварценбергплац, выбит приказ верховного главнокомандующего И. В. Сталина в связи со взятием Вены 13 апреля 1945 года.
« Приказ верховного главнокомандующего командующему войсками 3-го Украинского фронта Маршалу Советского Союза Тоабухину, начальнику штаба фронта генерал-лейтенанту Иванову
Войска 3-го Украинского фронта при содействии войск 2-го Украинского фронта после упорных боёв сегодня 13 апреля овладели столицей Австрии городом Вена - стратегически важным узлом обороны немцев, прикрывающим пути к южным районом Германии.
В ходе боёв за подступы к Вене и за город Вену с 16 марта по 13 апреля войска фронта разгромили одиннадцать танковых дивизий немцев в том числе 6 танковую армию СС, взяли в плен более 130 тысяч солдат и офицеров противника. Уничтожили и захватили 1345 танков и самоходных орудий, 2250 полевых орудий и много другого военного имущества.
В боях за овладением городом Вена отличились войска Генерал-Полковника Глаголева, Генерал-Лейтенанта Захова-Таева….. большой список офицеров .
В ознаменование одержанной победы соединения и части наиболее отличившиеся в боях за овладение городом Вена представить к присвоению наименования «Венских» и награждению орденами.
Сегодня 13 апреля в 21 час столица нашей Родины Москва от имени Родины салютует доблестным войскам 3-го Украинского фронта овладевшим городом Вена двадцатью четырьмя артиллерийскими залпами из трёхсот двадцать четырёх орудий
За личные боевые действия объявляю Благодарность руководимым Вами войскам, участвовавшим в боях освобождение Вены и павшим в боях за свободу и независимость нашей Родины!

Верховный Главнокомандующий Маршал Советского Союза И.Сталин»
На двух боковых сторонах увековечены списки советских солдат и офицеров, павших в боях за Вену.
На одной из тыльных стороне пьедестала выбит второй куплет государственного гимна СССР в редакции 1943 года, а также цитата из речи И. В. Сталина от 9 мая 1945 года в связи с Победой над Германией:
«Отныне над Европой будет разве- 
 ваться великое знамя свободы 
 народов и мира между народами»
На другой тыльной стороне пьедестала выбиты строки:
Гвардейцы! Вы честно служили Отчизне 
От стен Сталинграда вы к Вене пришли, 
Для счастья народа Вы отдали жизни 
Вдали от родимой советской земли. 
 
 Слава, Вам — храбрые 
 Русские воины! 
 Ваше бессмертье над Вами встает. 
 Доблестно павшие 
 Спите спокойно 
 Вас никогда не забудет народ!

## Значение
Обязанность ухода за мемориалом была включена в государственный договор Австрийской Республики (статья 19), подписанный в 1955 году между союзниками антигитлеровской коалиции и правительством Австрии и восстановивший независимость Австрии.

## Инциденты
- 23 февраля 2015 года неизвестные облили пьедестал памятника чёрной краской[7]. Министерство иностранных дел России направило по этому поводу ноту протеста Австрии[8].

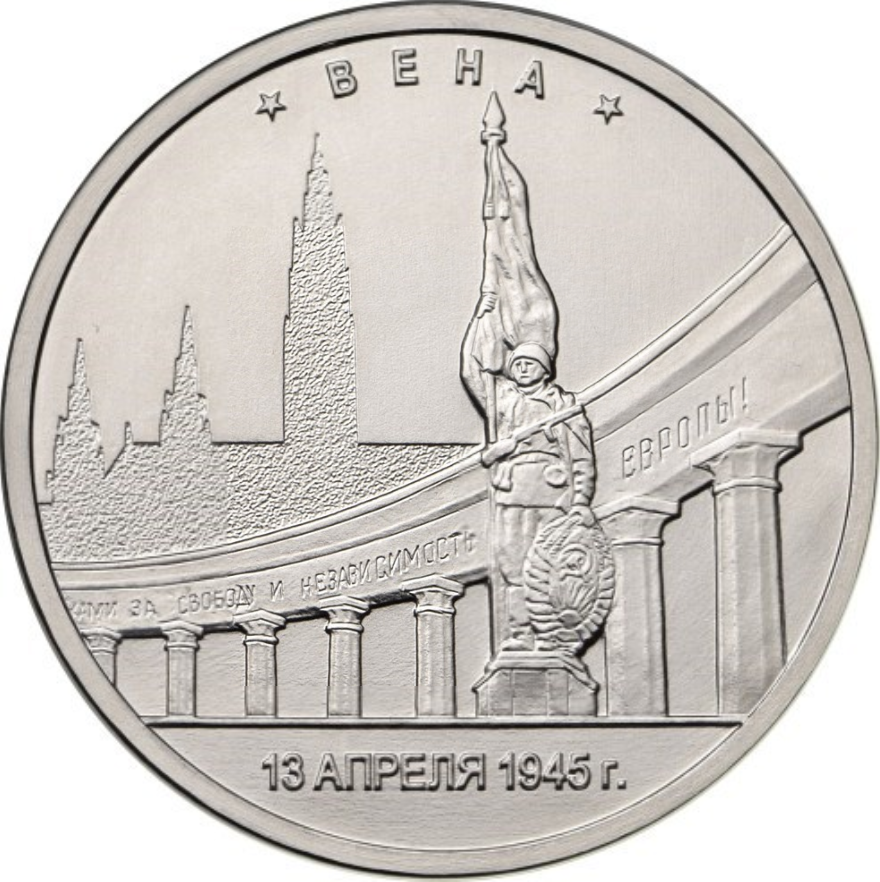
Монета Банка России 2016 года.

## В нумизматике
1 августа 2016 года Центральным банком России тиражом в два миллиона выпущена пятирублёвая монета из серии «Города—столицы государств, освобожденные советскими войсками от немецко-фашистских захватчиков», посвящённая Вене, на реверсе которой изображён Памятник советским воинам, погибшим при освобождении Австрии от фашизма.